# Arthur Gregor
Arthur Gregor est un poète américain né à Vienne (Autriche) le 18 novembre 1923 et mort à Châtillon-sur-Loire (Loiret) le 3 août 2013.

## Biographie
Arthur Gregor a fui avec sa famille Vienne en 1939 pour les États-Unis. Il a étudié à l'Université de Newark. Essentiellement poète, il a collaboré notamment à la revue Poetry et fut l'auteur d'une dizaine de recueils. Il a reçu le prix de la revue Poetry en 1948 et fut directeur littéraire chez Macmillan. Son œuvre a subi la double influence de Rainer Maria Rilke et de Wallace Stevens. Il fut proche aussi de Jean Garrigue (en). Il vécut à New York mais aussi à Paris et a fini ses jours dans le Loiret.

### Poésie
- Octavian Shooting Targets, New York, Dodd Mead, 1954
- Declensions of a Refrain, Poetry London/New York Books, 1957
- Short Poem, New York, Gyre, 1965
- Basic Movements, New York, Gyre, 1966
- Figure in the Door, New York, Doubleday, 1968
- A Bed by the Sea, New York, Doubleday, 1970
- Selected Poems, New York, Doubleday, 1971
- The Past Now, New York, Doubleday, 1975
- Embodiment, New York, Sheep Meadow, 1982
- Secret Citizen: Poems, New York, Sheep Meadow, 1989
- The River Serpent and Other Poems, New York, Sheep Meadow, 1995
- That Other Side of Things, New York, Sheep Meadow, 2001
- The Hand upon His Head: Selected Poems, 1947-2003, University Press of New England, 2004

### Mémoires
- A Longing in the Land: Memoir of a Quest, New York, Schocken, 1983

## Traductions françaises
Des traductions d'Arthur Gregor ont paru dans différents collectifs.
- Europe no 828/829, août-septembre 2006 (Traductions d'Emmanuel Moses)
- Hanna Axmann-Rezzori, une vie, Villa Tamaris/La Nerthe, 2015 (Traductions de Philippe Blanchon)